# Карл Лудвиг Хенке
| 5 Астрея | 8 декември, 1845 |
| 6 Хеба   | 1 юли, 1847      |

Карл Лудвиг Хенке (на немски: Karl Ludwig Hencke) е германски астроном, известен с откриването на астероидите 5 Астрея и 6 Хеба. Понякога името му се бърка с това на Йохан Енке, също германски астроном.

## Биография
Роден е на 8 април 1793 година в Дрейсен, Бранденбург (днес Дрезденко, Полша). Става доброволец в освободителната война за Прусия.
В собствената си обсерватория Хенки открива двата астероида. 5 Астрея е известен с това, че е първият астероид открит след 4 Веста след голям период от време, през което няма нови открития. 4 Веста е открит през 1807 г., а 5 Астрея през 1845 г. Другите астрономи са изоставили изследванията си за други астероиди, поради убеждението че са само четири. Карл Хенке започва своите астрономически изследвания през 1830 г., а успехът му идва 15 години по-късно.
Умира на 21 септември 1866 година в Квидзин, Полша, на 73-годишна възраст.

## Признание
- Астероидът 2005 Хенке, открит през 1973 г., е кръстен в негова чест.